# 5. (Preußisches) Reiter-Regiment (Reichswehr)

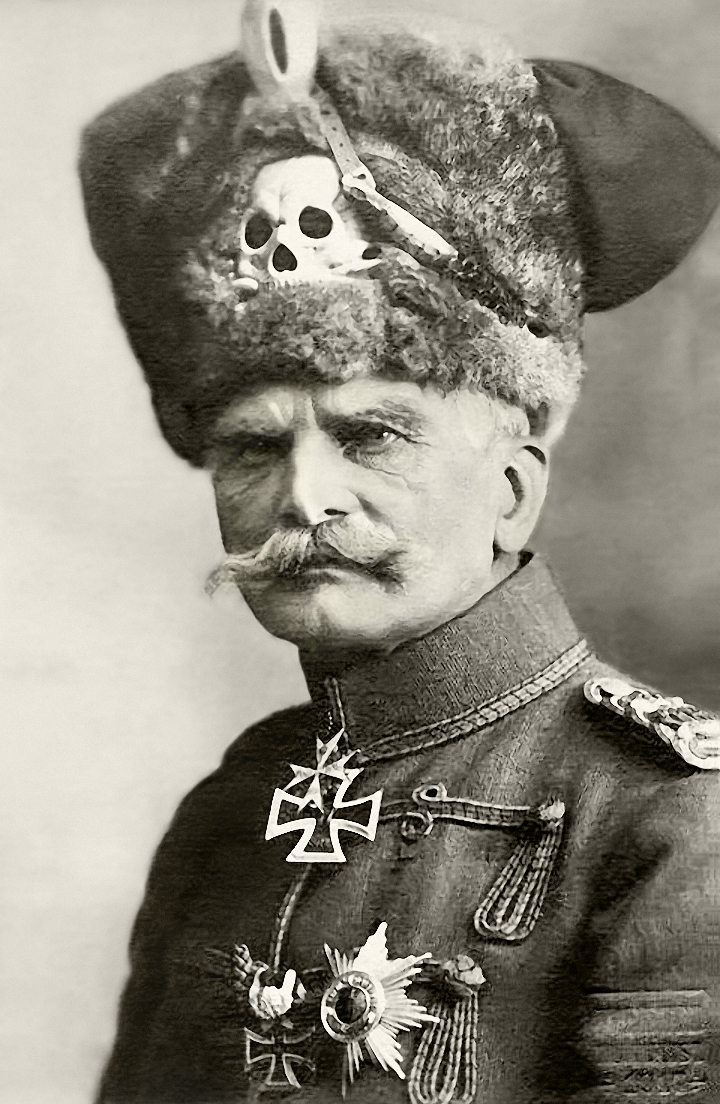
August von Mackensen in der Uniform des 1. Leib-Husaren-Regiments Nr. 1, 1914/15

5. (Preußische) Reiter-Regiment war die Bezeichnung eines Kavallerieverbandes der Reichswehr. Der Chef des Reiterregiments war seit dem 19. August 1936 August von Mackensen.

## Entwicklung
- Reiter-Regiment 5 (Aufstellung Frühjahr 1920)
  - Das Regiment setzte sich aus übernommenen Angehörigen und Rest-Einheiten der bisherigen Reichswehr-Kavallerie-Regimenter 17 und 37 zusammen und war der 1. Kavallerie-Division unterstellt.
- 5. (Preußisches) Reiter-Regiment (ab 23. März 1921)
- Reiter-Regiment „Stolp“[1]
- Kavallerie-Regiment 5 (ab 6. Oktober 1936; Wehrmacht)

## Gliederung
Der Truppenteil stand im Verband der 1. Kavallerie-Division (Gr.-Kdo. 1) und wurde nach der Auflösung der Kavallerie-Divisionen 1936 als Korps-Kavallerie-Regiment dem Generalkommando II. A.K. Stettin unterstellt. Bis 1938 wurden 11 Eskadronen/Schwadronen mit 37 aktiven Kavallerie- und 2 Veterinär-Offizieren aufgestellt.
- Regimentsstab in Stolp; 1936 Aufstellung des Stabes der I. (Reiter-)Abteilung (1. bis 5.) in Tradition Leibhusaren mit dem Totenkopf; 1937 Aufstellung des Stabes der II. (Radfahr-)Abteilung (6. bis 10.) in Tradition Blücher-Husaren
- 1. 1920[2] (Tradition (=Stammtruppenteil) 1. Leib-Husaren-Regiment Nr. 1) bis Oktober 1934 in Belgard
- 2. 1920 (Tradition 2. Leib-Husaren-Regiment „Königin Viktoria von Preußen“ Nr. 2) bis Oktober 1934 in Belgard
- 3. 1920 (Tradition Husaren-Regiment „Fürst Blücher von Wahlstatt“ (Pommersches) Nr. 5)
- 4. 1920 (Tradition Jäger-Regiment zu Pferde Nr. 4; 1936 weitergereicht an Panzerabwehr-Abteilung 32 Kolberg)
- 5. 1920 (Tradition Jäger-Regiment zu Pferde Nr. 5; 1936 weitergereicht an Panzerabwehr-Abteilung 5 Villingen) 1923[3] bis 1927 Ausbildungs-Eskadron; April 1934 als Maschinengewehr-Eskadron aus MG-Zug, Minenwerfer- später Holzgeschütz-Zug und Nachrichten-Zug; 1936 Kavallerie-Geschütz-Zug mit zwei leichten Infanteriegeschützen 18; 1937 Abgabe der MG-Züge als MG-Staffeln an die Reiter-Schwadronen und Formierung zur Reiter-Schwadron
- 6. 1936 (Tradition HR 5) Radfahr-Schwadron
- 7. 1937 (Tradition HR 5) Radfahr-Schwadron
- 8. 1938 (Tradition HR 5) Radfahr-Schwadron
- 9. 1938 (Tradition HR 5) (Panzerabwehr-)Schwadron mit drei Pak-Zügen
- 10. 1938 (Tradition HR 5) (schwere) Schwadron mit Pionier-Zug, Panzerspäh-Zug und Panzerabwehr-Zug; zuvor ab Oktober 1933 als Stabs-Schwadron
- 11. 1938 (Tradition HR 1) (Nachrichten-)Schwadron; 1936 bis 1938 als 10.; dem Regimentsstab direkt unterstellt

## Regimentskommandeure
- Oberst von Giese 16. Mai 1920 – 14. August 1920
- Generalmajor Emmo von Roden 15. August 1920 – 31. Mai 1921
- Oberstleutnant Kurt Kalau vom Hofe 1. Juni 1921 – 3. August 1921
- Oberst Wolfgang Schwartz 4. August 1921 – 31. Januar 1927
- Oberst Wilhelm von Kleist 1. Februar 1927 – 30. November 1929
- Oberst Egon von Ploetz 1. Dezember 1929 – 31. Januar 1932
- Oberst Ernst Griese 1. Februar 1932 – 30. September 1933
- Oberst Richard Satow 1. Oktober 1933 – 31. März 1937
- Oberst Wolfgang Freiherr von Waldenfels 1. April 1937 – 10. November 1938
- Oberstleutnant Diener 10. November 1938 – Auflösung

## Traditions- und Erkennungszeichen
- Traditionszeichen war der Totenkopf der 1. und 2. Leibhusaren:
  - getragen in der Reichswehr von 1. und 2. Eskadron;
  - Wehrmacht Regimentsstab, Stab I. Abteilung 1.; 2., 4., 5. und 11. Schwadron;
  - 1943/44 das ganze Regiment
- Pferd des Kesselpaukers:
  - Schimmel
- Pferde der Trompeter:
  - bis 1937 Füchse, dann Rappen
- Kriegstrophäen:
  - Kesselpauke durch 1. Leibhusaren 1745 bei Katholisch-Hennersdorf dem Kürassier-Regiment „Graf Vitzthum“ der Sächsischen Armee abgenommen;[4]
  - vier Truppenfahnen des französischen Husaren-Regiments von Polleretzki und
  - eine Standarte des Kürassier-Regiments Bellefonds erbeutet durch Ruesch-Husaren der Armee Prinz Ferdinand von Braunschweig aus 1758

## Auflösung (1939)
1939 wurde der Truppenteil aufgelöst. Die Regimentsangehörigen bildeten
- die Divisions-Aufklärungs-Abteilung 12 (A. A. 12) der 12. Infanterie-Division (Schwerin),
- die Divisions-Aufklärungs-Abteilung 32 (A. A. 32) der 32. Infanterie-Division (Köslin),
- die Divisions-Aufklärungs-Abteilung 175 (A. A. 175) der 175. Infanterie-Division (2. Welle, Mecklenburg) und
- die Kavallerie-Ersatz-Abteilung 5.

## Kavallerie-Regiment Nord (1943)
Mit der Aufstellung des Kavallerie-Regimentes Nord Gemäß Befehl OKH/Gen.St.d.H./Org.Abt. Nr. I/2451/43 geh. Kdos. vom 23. Mai 1943 bei der Heeresgruppe Nord in Estland wurden auch die Reiter-Schwadronen 1./A.A. 12 und 1./A.A. 32 eingegliedert.

## Reiter-Regiment 5 (1944)
Mit der Aufstellung der 4. Kavallerie-Brigade am 29. Mai 1944 wurde aus dem Kavallerie-Regiment Nord erneut das Reiter-Regiment 5 während aus dem Kavallerie-Regiment Süd das Reiter-Regiment 41 entstand. Beide Regimenter wurden der Brigade unterstellt. Am 23. Februar 1945 wurden die Regimenter der Nachfolgerin der Brigade, die 4. Kavallerie-Division unterstellt, die gemeinsam mit der 3. Kavallerie-Division an den Entsatzangriffen auf Budapest und an der Plattenseeoffensive teilnahm, bis zur Bedingungslose Kapitulation der Wehrmacht am 8. Mai 1945 im Raum um Graz.

## Kavallerie-Regiment 5 „Feldmarschall von Mackensen“
Das neu aufgestellte Reiter-Regiment 5 erhielt mit Verfügung vom 3. Juni 1944 erneut den Traditionsnamen Kavallerie-Regiment 5. Es erhielt gleichzeitig die Tradition der beiden Leib-Husaren-Regimenter Nr. 1 und 2 (Totenkopfhusaren) der alten Armee verliehen.
Mit Verfügung vom 29. Dezember 1944 erhielt der Sonderverband „Kavallerie-Regiment 5 „Feldmarschall von Mackensen““ den Totenkopf der Leibhusaren auf Schulterstücken und Kopfbedeckungen. Der Totenkopf war wie folgt zu tragen:
- An der Schirm- und der Feldmütze aus Weißmetall geprägt, zwischen Hoheitsabzeichen und Eichlaubkranz, bzw. Kokarde.
- Auf der Mitte der Schulterstücke, für Offiziere in Gelbmetall, für Unteroffiziere und Mannschaften in goldgelb gestickt und für Porteepeeoffiziere aus Weißmetall.

Dem Regiment wurde am 4. Dezember 1944 das Tragen eines Ärmelstreifens Feldmarschall von Mackensen und des Degens gestattet. Die Reste der Aufklärungs-Abteilungen wurden nach der Abgabe der Reiter-Schwadronen in Divisions-Füsilier-Bataillone umbenannt. Nach Kämpfen in Österreich (→ Schlacht um Wien) wurde der Truppenteil Juni 1945 bei Aalen (Württemberg) aufgelöst.